# Adicella evohe
Adicella evohe är en nattsländeart som beskrevs av Schmid 1994. Adicella evohe ingår i släktet Adicella och familjen långhornssländor. Inga underarter finns listade i Catalogue of Life.